# McDiarmid Park
Der McDiarmid Park ist das Fußballstadion des FC St. Johnstone aus Perth in Schottland. Es ist komplett bestuhlt und bietet 10.673 Zuschauern Platz. Der Zuschauerrekord stammt vom 23. Mai 1999, als 10.525 Besucher das Spiel der Saintees gegen den FC Dundee verfolgten.

## Geschichte
65 Jahre lang war der Muirton Park im Norden der Stadt die Heimat von St. Johnstone bis 1986 die ASDA-Handelsgruppe das Gelände zusammen mit der anliegenden Eisfläche aufkaufte und einen Supermarkt an dessen Stelle baute. Der Klub zog in das neu erbaute Stadion am Westrand der Stadt. Das Grundstück stiftete ein örtlicher Landwirt, Bruce McDiarmid.

## Fußball
Der McDiarmid Park wird als eines der ersten der neuen Stadien der neuen Generation angesehen. Es wurde am 19. August 1989 mit einem Sieg der Saintees gegen Clydebank eröffnet. Das Stadiongelände bietet Platz für 1000 Autos und 100 Busse. Für die Mannschaft steht ein anliegendes Trainingsfeld mit Kunstrasen zur Verfügung, ferner Konferenzräume in der Haupttribüne im Westen.
Das Stadion besteht aus vier überdachten Einzeltribünen, davon sind drei gleich groß, während die Haupttribüne auf der Westseite ein wenig größer ist. In der nordöstlichen Ecke ist eine elektronische Anzeigetafel angebracht, vor der auch jedes Jahr das offizielle Mannschaftsfoto geschossen wird.
Die Südtribüne wird Ormond Stand genannt, benannt nach Willie Ormond, dem bis dato erfolgreichsten Trainer von St. Johnstone.

### Frauennationalmannschaft
Die Schottische Frauennationalmannschaft trägt ihre Spiele im McDiarmid Park aus.

## Rugby
Am 13. November 2004 trug die schottische Rugby-Union-Nationalmannschaft gegen Japan das erste Spiel nördlich des Forth aus. Das Endergebnis lautete 100:8 für Schottland. Zum ersten Mal erzielte Schottland ein dreistelliges Ergebnis. Chris Paterson erzielte 40 Punkte (drei Versuche, 11 Erhöhungen und ein Straftritt).
Der McDiarmid Park war Schauplatz mehrerer Länderspiele der A-Nationalmannschaft. 1999 gab es einen Sieg gegen Italien und ein Unentschieden gegen Argentinien. Im Jahre 2000 konnte Schottland gegen Samoa gewinnen, 2003 wurde die Partie gegen Italien verloren. Die Glasgow Warriors (ehemals Glasgow Caledonians) trugen ihre Heimspiele im McDiarmid Park aus.
Am 21. November 2006 spielte Schottland gegen Australien in Perth das erste Heimspiel seit drei Jahren.
Am 23. Februar 2007 richtete Schottland ein weiteres Spiel gegen Italien im McDiarmid Park aus.